# Hokkaidō-Autobahn
Die Hokkaidō-Autobahn bzw. Dōō-Autobahn (jap. 道央自動車道, Dōō jidōshadō, „Zentral-Hokkaidō-Autobahn“, abgekürzt 道央道, Dōō Dō, „Zentral-Hokkaidō-Straße“) ist eine Autobahn in Japan. Sie trägt seit 2017 die Nummer E5. Die Autobahn ist die Hauptverkehrsader auf der Insel Hokkaidō und besteht aus zwei Teilen, dem südlichen Teil von Nanae nach Sapporo und dem nördlichen Teil von Sapporo nach Nayoro. Diese beiden Teile haben jeweils ihre eigenen Ausfahrt-Nummerierungen. Der südliche Teil ist ca. 272 Kilometer lang, der nördliche Teil ca. 195 Kilometer, somit hat die Autobahn eine Gesamtlänge von 467 Kilometer.

## Straßenbeschreibung

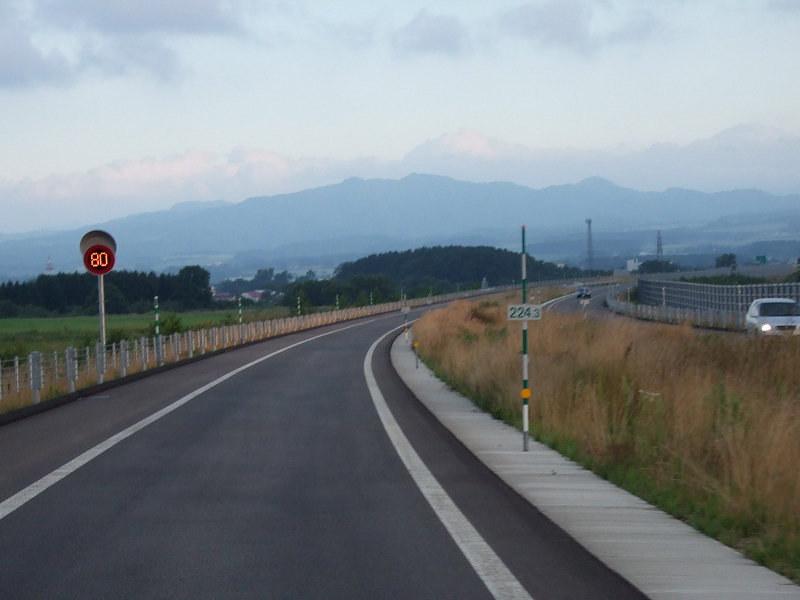
Hokkaidō-Autobahn bei Yakumo

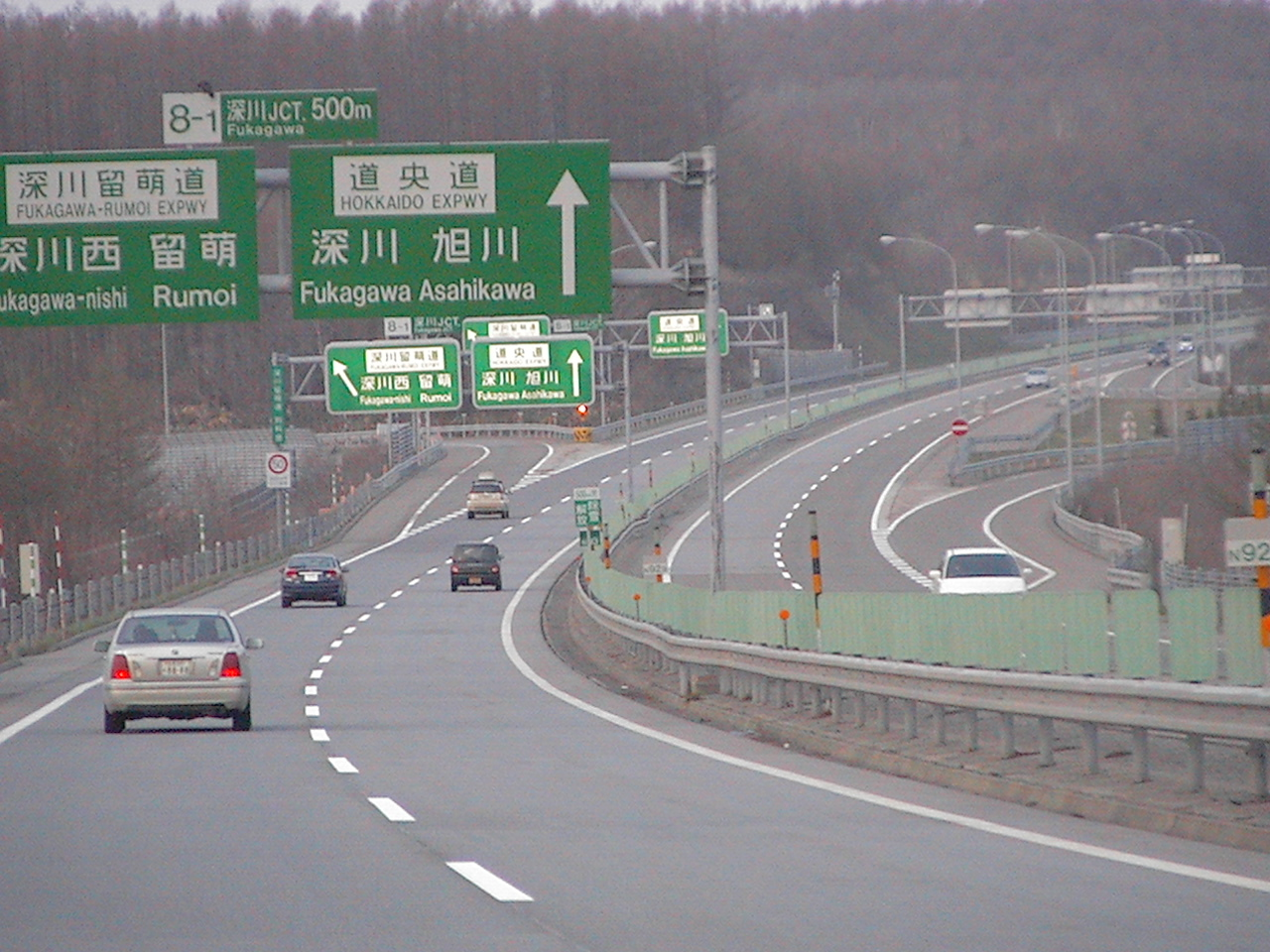
Hokkaidō-Autobahn bei Fukagawa

### Nanae–Sapporo
Die Autobahn beginnt bei Nanae und läuft durch bergiges Gebiet entlang der Ostküste von Hokkaido und hat dort 2 × 2 Fahrspuren. Der erste Teil führt durch eine ländliche Gegend mit kleineren Städten. Über Yakumo folgt die Autobahn der Küste von Hokkaido. Die Hokkaidō-Autobahn hat hier auch einspurige Abschnitte mit 1×2 oder 2×1 Fahrspuren. Die Autobahn verläuft dann östlich von Muroran entlang und biegt dann nach Norden ab an Tomakomai vorbei ins Landesinnere und führt dann direkt nach Sapporo. Dieser Teil der Autobahn führt durch Waldgebiet und führt an mehreren Städten südlich von Sapporo vorbei. Dann führt die Autobahn durch den östlichen Teil der Stadt Sapporo und endet an einem Kreuz mit der Sasson-Autobahn.

### Sapporo–Nayoro
Der nördliche Teil beginnt am Autobahnkreuz, wo der südliche geendet hat. Die Autobahn verläuft östlich von Sapporo. Die Autobahn hat hier 2×2 Fahrspuren und biegt später nach Norden, durch ein verengtes Tal mit mehreren mittelgroßen Städten auf der Strecke, und es werden mehrere Flüsse überquert. Weiter im Norden ist die Landschaft hügelig und es folgen einige Tunnel. Die Autobahn steigt auf etwa 250 Meter über dem Meeresspiegel. Die wichtigste Stadt in diesem Bereich ist Asahikawa. Kurz danach endet die Autobahn.

## Geschichte
Die Autobahn ist seit den 70er Jahren gebaut worden. Im Jahr 1971 eröffnete der erste Abschnitt zwischen Kitahiroshima und Chitose für den Verkehr, der 1972 auf vier Fahrspuren erweitert wurde. Im Jahr 1978 folgte der Teil um Tomakomai und im Jahr 1979 der Teil zwischen Sapporo und Kitahiroshima. In den 80er Jahren wurde die Autobahn sowohl nach Süden als auch nach Norden aus der Region Sapporo erweitert. 1990 erreichte die Autobahn die Stadt Asahikawa im Norden, und 1991 erreichte sie die Stadt Muroran im Süden. Zwischen 1992 und 1997 wurde die Straße nach Westen erweitert bis nach Oshamanbe. Im Jahr 2000 wurde der nördliche Teil bis Wassamu erweitert und 2003 mit dem aktuellen Ende bei Shibetsu ausgebaut. Zwischen 2006 und 2009 wurde vor allem im Süden von Hokkaido gebaut, und die Autobahn erreichte Otoshibe in Yakumo.

## Eröffnungsdaten der Autobahn
| von                 | nach                | Länge | Datum      |
| ------------------- | ------------------- | ----- | ---------- |
| Kitahiroshima       | Chitose             | 23 km | 04.12.1971 |
| Chitose             | Tomakomai-higashi   | 12 km | 24.10.1978 |
| Sapporo-minami      | Kitahiroshima       | 5 km  | 29.10.1979 |
| Tomakomai-higashi   | Tomakomai-nishi     | 17 km | 29.10.1980 |
| Sapporo             | Iwamizawa           | 32 km | 09.11.1983 |
| Tomakomai-nishi     | Shiraoi             | 15 km | 30.11.1983 |
| Shiraoi             | Noboribetsu-higashi | 19 km | 18.10.1985 |
| Sapporo             | Sapporo-minami      | 8 km  | 25.10.1985 |
| Noboribetsu-higashi | Noboribetsu Muroran | 11 km | 09.10.1986 |
| Iwamizawa           | Bibai               | 22 km | 18.08.1987 |
| Bibai               | Takikawa            | 27 km | 08.10.1988 |
| Takikawa            | Fukagawa            | 18 km | 12.09.1989 |
| Fukagawa            | Ashikawa Takasu     | 27 km | 30.10.1990 |
| Noboribetsu Muroran | Muroran             | 10 km | 25.10.1991 |
| Muroran             | Date                | 13 km | 27.10.1992 |
| Date                | Abuta Toyako        | 13 km | 30.03.1994 |
| Abuta Toyako        | Oshamanbe           | 47 km | 22.10.1997 |
| Asahikawa Takasu    | Wassamu             | 30 km | 04.10.2000 |
| Oshamanbe           | Kunnui              | 11 km | 19.11.2001 |
| Wassamu             | Shibetsu-Kenbuchi   | 16 km | 04.10.2003 |
| Kunnui              | Yakumo              | 22 km | 18.11.2006 |
| Yakumo              | Otoshibe            | 16 km | 10.10.2009 |
| Otoshibe            | Mori                | 20 km | 26.11.2011 |
| Mori                | Kayabe              | 10 km | 10.11.2012 |

## Zukunft
Zwischen Kayabe und Nanae fehlt noch ein Stück der Autobahn, das jedoch durch die Nationalstraße 5 bedient wird. Dieser ist bereits teilweise vierspurig und mit einigen Kreuzungen vor allem bei der Umgehung von Nanae ausgebaut.

## Verkehrsaufkommen
Im Jahr 2003 fuhren ca. 9.400 Fahrzeuge täglich über den südlichen Teil der Autobahn, mit einem Anstieg auf ca. 26.000 Fahrzeuge im Süden von Sapporo. Die meisten Fahrzeuge benutzen die Autobahn bei Kitahiroshima mit 31.000 Fahrzeugen pro Tag. Der nördlichste Teil bei Asahikawa hat nur 1.600 Fahrzeuge pro Tag.

## Ausbau der Fahrbahnen
| von                 | nach                | Länge  | Fahrspuren |
| ------------------- | ------------------- | ------ | ---------- |
| Onumakoen           | Noboribetsu Muroran | 160 km | 1×1        |
| Noboribetsu Muroran | Asahikawa Takasu    | 235 km | 2×2        |
| Asahikawa Takasu    | Shibetsu Kenbuchi   | 70 km  | 1×1        |